# Dorothy E. Denning

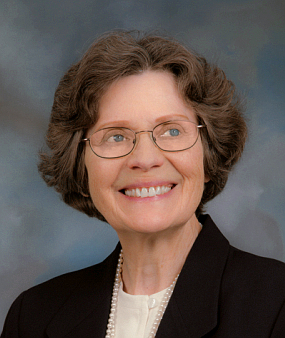
Dorothy E. Denning

Dorothy Elizabeth Robling Denning, geborene Robling, (* 12. August 1945 in Grand Rapids, Michigan) ist eine US-amerikanische Informatikerin, Expertin für Computersicherheit und Kryptologin.

## Leben und Wirken
Denning studierte an der University of Michigan mit dem Bachelor-Abschluss 1967 und dem Master-Abschluss 1969 und wurde 1975 an der Purdue University bei Herbert Schwetman in Informatik promoviert (Secure Information Flow in Computer Systems). Danach war sie Assistant Professor und zuletzt Associate Professor an der Purdue University. Ab 1983 war sie bei SRI International und 1987 bis 1991 bei der Digital Equipment Corporation (DEC). 1991 wurde sie Professorin an der Georgetown University und danach an der Naval Postgraduate School in Monterey.
Sie veröffentlichte über Sicherheit verschiedener Chiffrierverfahren, verschiedene auch soziale Aspekte von Computersicherheit, Hacker, Cyber-Krieg, Cyber-Kriminalität und Cyber-Terrorismus. Denning sagte mehrfach als Expertin vor dem Kongress aus.
1974 heiratete sie den Informatiker Peter J. Denning.

## Auszeichnungen
Sie erhielt den Augusta Ada Lovelace Award, den National Computer Systems Security Award und 2004 den Harold F. Tipton Award. 1995 wurde sie Fellow der Association for Computing Machinery. 1983 bis 1986 war sie Präsidentin der International Association of Cryptological Research.

## Schriften
- Cryptography and Data Security. Addison-Wesley 1982.
- Concerning Hackers Who Break into Computer Systems. presented at the 13th National Computer Security Conference, Washington, D.C., Digital Equipment Systems Research Center 1990.
- mit Herbert S. Lin (Herausgeber): Rights and responsibilities of participants in networked communities. National Academies Press. 1994
- mit Peter J. Denning (Herausgeber): Internet Besieged: Countering Cyberspace Scofflaws, ACM Press, Addison-Wesley, 1997.
- Information Warfare and Security. Addison-Wesley 1998.
- mit Peter J. Denning: Data Security, Computing Surveys, Band 11, 1979, S. 227‑249.